# Antonije Feliks
Marko Antonije Feliks (Marcus Antonius Felix, na grčkom: ο Φηλιξ, 5/10. — ?) je bio rimski prokurator Judeje od 52. do 58. godine.
Feliks se rodio kao rob, bilo cara Klaudija, bilo njegove majke Antonije Mlađe. Bio je grčkog porijekla, a brat mu je bio Marko Antonije Palas, koji je poslije postao oslobođenik i jedan od dvojice glavnih ministara na Klaudijevom dvoru. Na mjesto guvernera Judeje je došao 52. godine, a Djela apostolska ga opisuju kao okrutnog i pohlepnog čovjeka. Prilikom svog mandata je namjerno podsticao sukobe Jevreja i pogana kako bi imao razloga za vojnu intervenciju i pljačku. Uprkos stalnim pritužbama, Palasov uticaj na cara Nerona ga je učinio nedodirljiv sve do kraja mandata 58. godine.
Feliks se ženio tri puta. Njegova prva supruga bila je princeza Druzila od Mauritanije, ćerka i jedino dete Klaudijevog rođaka, kralja Ptolemeja od Mauritanije. Na Klaudijevu inicijativu venčali su se oko 53. n. e. u Rimu. Kao i Feliks, i Druzila je bila grčkog porekla. Nisu imali dece. Feliks se od nje razveo između 54. i 56. n. e. da bi se mogao venčati sa drugom ženom.
Feliksova druga supruga bila je judejska princeza, takođe po imenu Druzila, ćerka judejskog kralja Heroda Agripe I. U ovom braku rođeni su Marko Antonije Agripa i Antonija Klementijana. Druzila je, zajedno sa sinom, poginula u erupciji Vezuva 79. Antonija Agripina je možda bila ćerka njegovog sina. Antonija Klementijana postala je baba Lucija Anelija Domicija Prokula. Feliks se nakon Druziline pogibije oženio po treći put, ali ime supruge nije sačuvano.

## Spoljašnje veze
- Livius.org: Marcus Antonius Felix Архивирано на веб-сајту  (3. март 2008)
- Rimske kovanice koje je izdavao Feliks se mogu naći Roman Procurators na  Архивирано на веб-сајту  (26. мај 2010)